# Scaphytopius viridicephalus
Scaphytopius viridicephalus är en insektsart som beskrevs av Hepner 1946. Scaphytopius viridicephalus ingår i släktet Scaphytopius och familjen dvärgstritar. Inga underarter finns listade i Catalogue of Life.